# 朱异
朱异（しゅ い、中国語: 朱异、永明元年（483年）- 太清3年1月9日（549年2月19日））は、中国南北朝時代の南朝梁の政治家・学者。字は彦和（げんか）。朱異とも。

## 経歴
呉郡銭唐県の人。父は呉平令・朱巽之、母は顧歓の女。寒門の出身だったが広く諸学に通じ、梁の武帝の寵愛を得て頭角を顕わし、やがて国政の枢機に参画して権勢を誇った。
太清2年（548年）、北朝の東魏に見切りをつけた侯景が自身の支配する州郡を手土産に梁への帰順を申し出ると、その受け入れをいったんは容認したものの、侯景と梁軍が東魏に大敗すると、手のひらを返して侯景を見捨てて東魏と和平を結ぶことを武帝に勧めた。これが侯景の立場を微妙なものとし、侯景の乱を誘発した。朱异は首都の建康防衛の責任者である中領軍であったが、軍の指揮を執ることが出来ず、代わりに侯景と同じ降将であった羊侃の尽力で防衛される有様であった。太清3年（549年）正月、建康が侯景軍に包囲される中、病死した。享年67。死後、武帝により特例として尚書右僕射を追贈されている。
朱异は武帝が推進した九品官人法の改革と武官の台頭の抑制によって儒教的教養を持つ人材を登用・抜擢しようとする賢才主義によって登用され、長く中書舎人を務めていることからも有能な人物ではあったが、侯景の帰順を巡る彼の判断ミスに加え、武官の台頭を嫌って軍の要職に武官ではない朱异を任じるという武帝の人事・軍事における政策ミスが、梁に致命的な打撃を与えることになった。

## 『平家物語』巻一の「周異」
朱异は国政を誤り国を傾けた奸臣とされ、日本の『平家物語』の序文では、秦の趙高、漢の王莽、唐の安禄山とともに奸臣の代表として列挙されている。
『平家物語』巻一の書き出し「祇園精舎」は、中学高校の古文の教科書で必ず紹介される有名な序文だが、風の前の塵と同じようにあっけなく滅び去った過去の権力者の一人として紹介されているのが「周異」（しゅうい）である。
『平家物語』では「朱异」ではなく「朱異」（しゅい）、「周伊」（しゅうい）、「周異」（しゅうい）と漢字の表記にばらつきがある。